# Може би фрегата
„Може би фрегата“ е български игрален филм (детски, семеен) от 1980 година на режисьора Петър Каишев, по сценарий на Атанас Ценев. Оператор е Светлана Ганева. Музиката във филма е композирана от Ангел Михайлов.

## Състав

### Актьорски състав
| Изпълнител          | Роля                                                                                               |
| ------------------- | -------------------------------------------------------------------------------------------------- |
| Професорът          | Заслужил артист: Досьо Досев                                                                       |
| Капитанът           | Васил Попов                                                                                        |
| Младенов            | Александър Лилов                                                                                   |
| Дядо Петко          | Народен артист: Димитър Панов                                                                      |
| Станчо              | Хиндо Касимов                                                                                      |
| Шофьорът            | Сотир Майноловски                                                                                  |
| Готвачът            | Михаил Хекимов                                                                                     |
| Жената на професора | Наталия Бардская                                                                                   |
| Близнаците          | Ангел Енчев Невен Енчев                                                                            |
| Сашо                | Васил Хаджиев                                                                                      |
| Наско               | Борис Тасков                                                                                       |
| Росица              | Катя Димитрова                                                                                     |
| Борко               | Чавдар Живков                                                                                      |
| Мила                | Изабела Панова                                                                                     |
| Мими                | Ирина Станкова                                                                                     |
| Ради                | Константин Петров                                                                                  |
| Миро                | Юлиан Олимпиев                                                                                     |
| Ваньо               | Михаил Митов                                                                                       |
| Ани                 | Диана Ташева                                                                                       |
| Мими                | Антоанета Лазарова                                                                                 |
| Надето              | Десислава Дикова                                                                                   |
| Петьо               | Христо Стефанов                                                                                    |
| Владко              | Красимир Оджаков                                                                                   |
| Кирчо               | Антони Атанасов                                                                                    |
| Иво                 | Мартин Атанасов                                                                                    |
| В епизодите         | Таня Дякова Тодор Тодоров Богомил Атанасов Стоян Стойчев Георги Ценев Стефан Костов Георги Еленски |

и други

### Творчески и технически екип
| Режисьор           | Петър Каишев                                                                                            |
| Сценарий           | Атанас Ценев                                                                                            |
| Оператор           | Светлана Ганева                                                                                         |
| Художник           | Александър Дяков                                                                                        |
| Костюми            | Елка Тодорова                                                                                           |
| Музика             | Ангел Михайлов                                                                                          |
| Звук               | Иво Иванович Владимир Калоянов                                                                          |
| Редактор           | Иван Остриков                                                                                           |
| Монтаж             | Весела Хаджипетрова Мария Атанасова Румяна Тръпкова                                                     |
| Директор           | Вълчо Йорданов                                                                                          |
| Втори режисьор     | Румяна Петкова                                                                                          |
| Втори оператор     | Ярослав Ячев                                                                                            |
| Втори художник     | Герчо Янакиев                                                                                           |
| Асистент-режисьори | Мария Трайкова Ясен Маринов Здравка Лекова                                                              |
| Асистент-оператори | Йордан Костов Любомир Димитров Марин Градинаров                                                         |
| Подводни снимки    | Милан Огнянов                                                                                           |
| Комбинирани снимки | Тотьо Начев Димитър Гъркинов                                                                            |
| Организатори       | Любомир Александров Борислав Димов Малина Райковска                                                     |
| Грим               | Славка Иванова                                                                                          |
| Гардероб           | Виктория Манова                                                                                         |
| Реквизит           | Владимир Оджаков                                                                                        |
| Фотограф           | Ивелин Ковачев                                                                                          |
| Осветление         | Димитър Матев                                                                                           |
| Декори             | Стоян Стоянов                                                                                           |
| Distributed by     | БЪЛГАРСКА КИНЕМАТОГРАФИЯ Студия за игрални филми „БОЯНА“ Творчески колектив „СРЕДЕЦ“ /Copyright © 1980/ |